# Briot (Oise)
Pour les articles homonymes, voir Briot.
Briot est une commune française située dans le département de l'Oise en région Hauts-de-France.

## Géographie

### Localisation

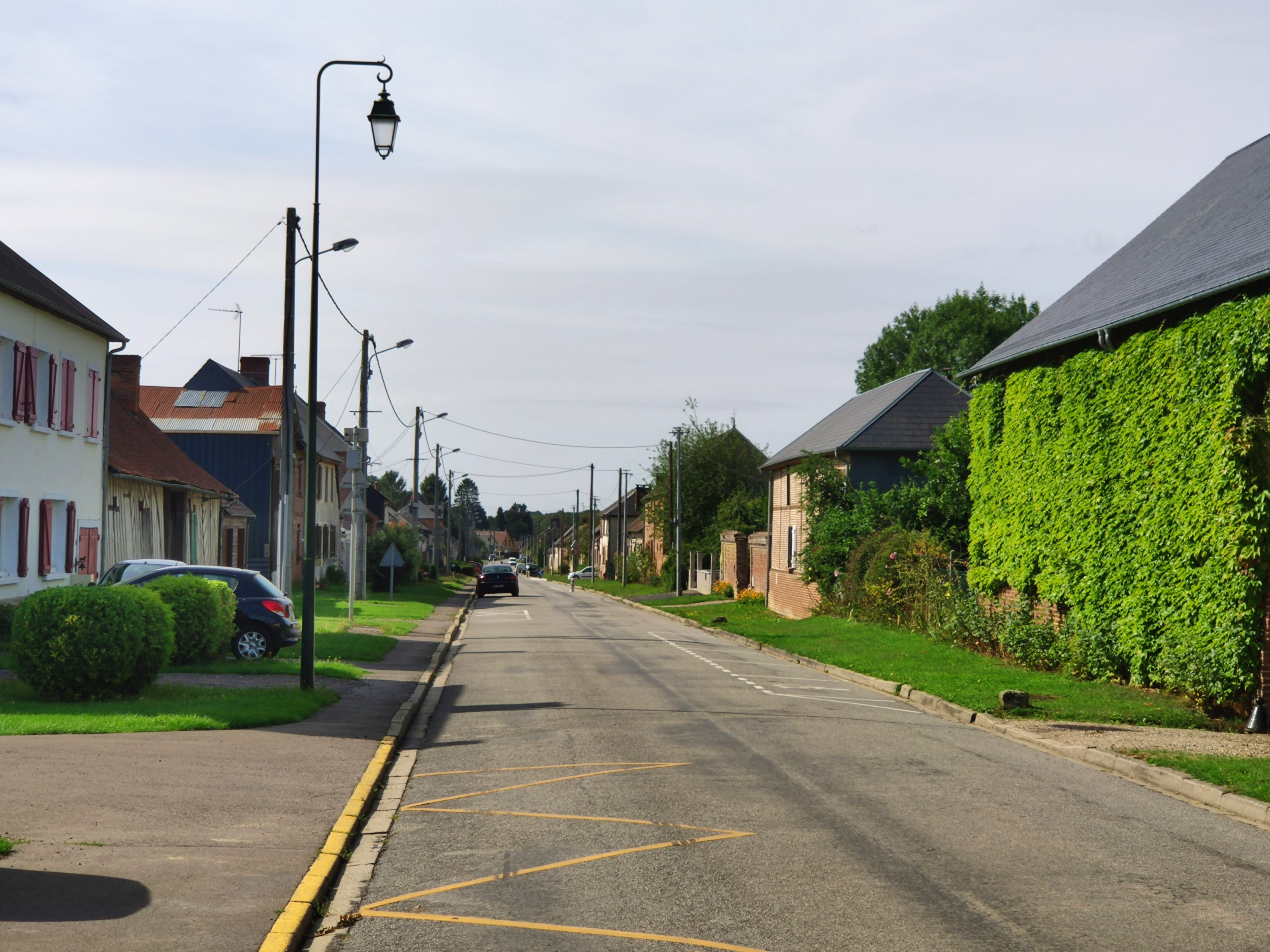
La rue principale.

Briot est un village-rue rural picard situé à la limite du Pays de Bray et du Beauvaisis, situé à 3 km au sud-ouest de Grandvilliers, 26 km au nord-ouest de Beauvais et à 66 km au nord-est de Rouen.
La commune a une superficie de 649 hectares et se trouve à une altitude comprise entre 159 et 204 m.
Elle est traversée par la ligne d'Épinay - Villetaneuse au Tréport - Mers, qui assure des liaisons TER Hauts-de-France Beauvais-Le Tréport-Mers.

### Communes limitrophes
|         | Grandvilliers | Halloy                 |
| Brombos | Briot         | Thieuloy-Saint-Antoine |
|         | Saint-Maur    |                        |

### Hydrographie
La commune est traversée par la ligne de partage des eaux entre les bassins hydrographiques Artois-Picardie et Seine-Normandie. Elle n'est drainée par aucun cours d'eau.

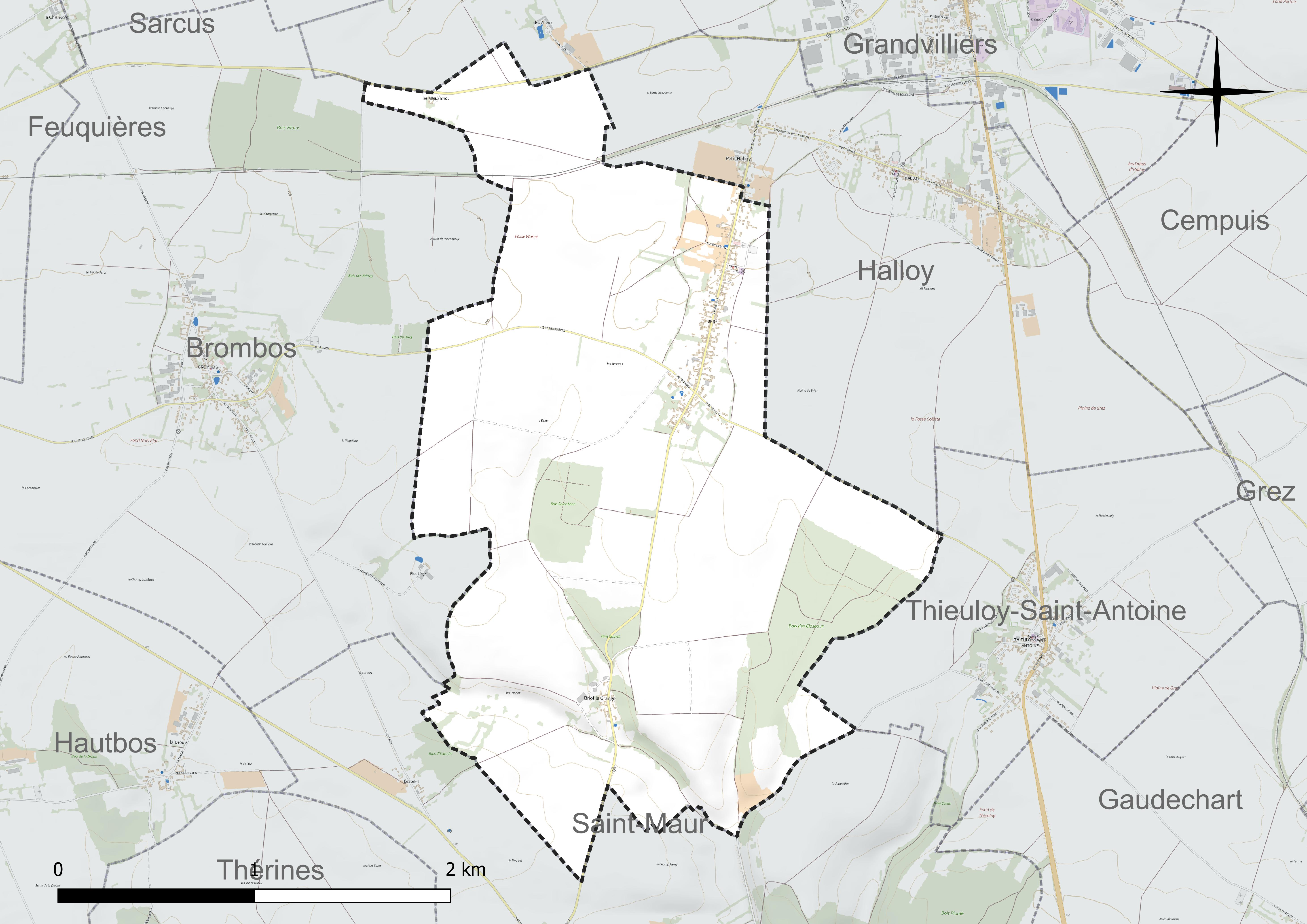
Réseau hydrographique de Briot.

### Climat
Pour des articles plus généraux, voir Climat des Hauts-de-France et Climat de l'Oise.
En 2010, le climat de la commune est de type climat océanique dégradé des plaines du Centre et du Nord, selon une étude du CNRS s'appuyant sur une série de données couvrant la période 1971-2000. En 2020, Météo-France publie une typologie des climats de la France métropolitaine dans laquelle la commune est exposée à un climat océanique et est dans la région climatique  Côtes de la Manche orientale, caractérisée par un faible ensoleillement (1 550 h/an) ; forte humidité de l'air (plus de 20 h/jour avec humidité relative > 80 % en hiver), vents forts fréquents. 
Pour la période 1971-2000, la température annuelle moyenne est de 9,6 °C, avec une amplitude thermique annuelle de 14,5 °C. Le cumul annuel moyen de précipitations est de 839 mm, avec 12,5 jours de précipitations en janvier et 8,5 jours en juillet. Pour la période 1991-2020, la température moyenne annuelle observée sur la station météorologique la plus proche, située sur la commune de Saint-Arnoult à 8 km à vol d'oiseau, est de 10,4 °C et le cumul annuel moyen de précipitations est de 797,2 mm,. Pour l'avenir, les paramètres climatiques de la commune estimés pour 2050 selon différents scénarios d'émission de gaz à effet de serre sont consultables sur un site dédié publié par Météo-France en novembre 2022.

## Urbanisme

### Typologie
Au 1er janvier 2024, Briot est catégorisée commune rurale à habitat dispersé, selon la nouvelle grille communale de densité à sept niveaux définie par l'Insee en 2022.
Elle appartient à l'unité urbaine de Grandvilliers, une agglomération intra-départementale regroupant trois  communes, dont elle est une commune de la banlieue,,. Par ailleurs la commune fait partie de l'aire d'attraction de Beauvais, dont elle est une commune de la couronne,. Cette aire, qui regroupe 162 communes, est catégorisée dans les aires de 50 000 à moins de 200 000 habitants,.

### Occupation des sols
L'occupation des sols de la commune, telle qu'elle ressort de la base de données européenne d'occupation biophysique des sols Corine Land Cover (CLC), est marquée par l'importance des territoires agricoles (88,4 % en 2018), une proportion identique à celle de 1990 (88,4 %). La répartition détaillée en 2018 est la suivante : 
terres arables (69,8 %), prairies (13,1 %), forêts (7,7 %), zones agricoles hétérogènes (5,5 %), zones urbanisées (3,8 %). L'évolution de l'occupation des sols de la commune et de ses infrastructures peut être observée sur les différentes représentations cartographiques du territoire : la carte de Cassini (XVIIIe siècle), la carte d'état-major (1820-1866) et les cartes ou photos aériennes de l'IGN pour la période actuelle (1950 à aujourd'hui).

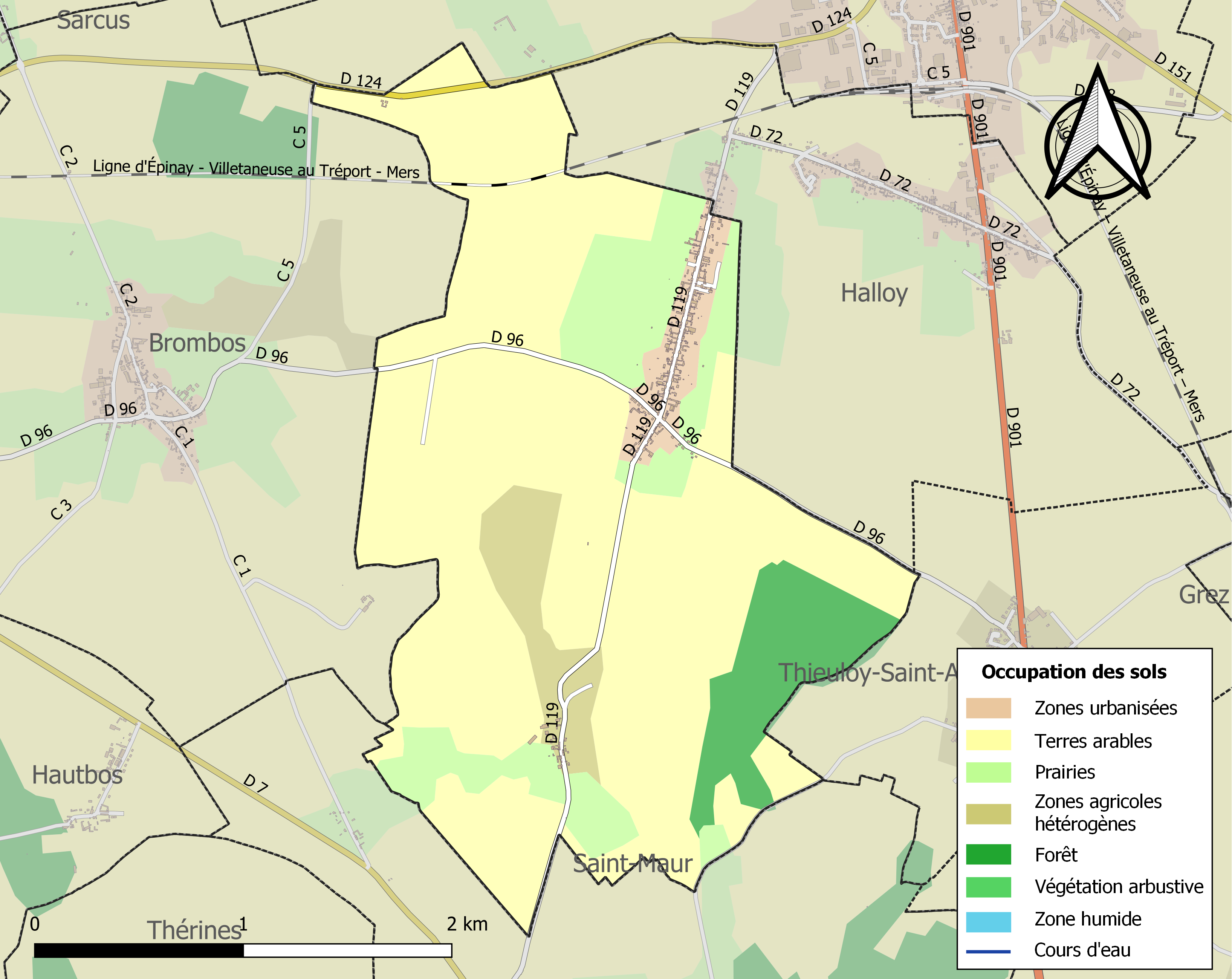
Carte des infrastructures et de l'occupation des sols de la commune en 2018 (CLC).

### Lieux-dits, hameaux et écarts
La commune compte un hameau, Briot-la-Grange.

### Habitat et logement
En 2018, le nombre total de logements dans la commune était de 138, alors qu'il était de 130 en 2013 et de 128 en 2008.
Parmi ces logements, 82,6 % étaient des résidences principales, 8 % des résidences secondaires et 9,4 % des logements vacants. Ces logements étaient pour 100 % d'entre eux des maisons individuelles et pour 0 % des appartements.
Le tableau ci-dessous présente la typologie des logements à Briot en 2018 en comparaison avec celle de l'Oise et de la France entière. Une caractéristique marquante du parc de logements est ainsi une proportion de résidences secondaires et logements occasionnels (8 %) supérieure à celle du département (2,5 %) et à celle de la France entière (9,7 %). Concernant le statut d'occupation de ces logements, 89,5 % des habitants de la commune sont propriétaires de leur logement (90,8 % en 2013), contre 61,4 % pour l'Oise et 57,5 pour la France entière.
| Typologie                                               | Briot | Oise | France entière |
| ------------------------------------------------------- | ----- | ---- | -------------- |
| Résidences principales (en %)                           | 82,6  | 90,4 | 82,1           |
| Résidences secondaires et logements occasionnels (en %) | 8     | 2,5  | 9,7            |
| Logements vacants (en %)                                | 9,4   | 7,1  | 8,2            |

### Voies de communication et transports
La commune est desservie, en 2023, par les lignes 6103, 6113, 6151 et 6152 du réseau interurbain de l'Oise.

## Toponymie
Le nom de la localité est attesté sous les formes Borolium (1050) ; Berreium (1140) ; Briost (1140) ; Briolet (1145) ; Briotis (1147) ; Briot (XIIIe) ; es terres de Briost (1259) ; Briotonvilla (1313); Bryost le vile (1324) ; Briostel le ville (1324) ; Briot-Brombos (1520) ; Briostel la Ville (1610) ; Bricot (1667) ; Briot la Ville (XIXe).

La commune est instaurée sous la Révolution française sous son nom actuel.
De l'oïl brueil , breuil « petit bois , bocage ».

## Histoire

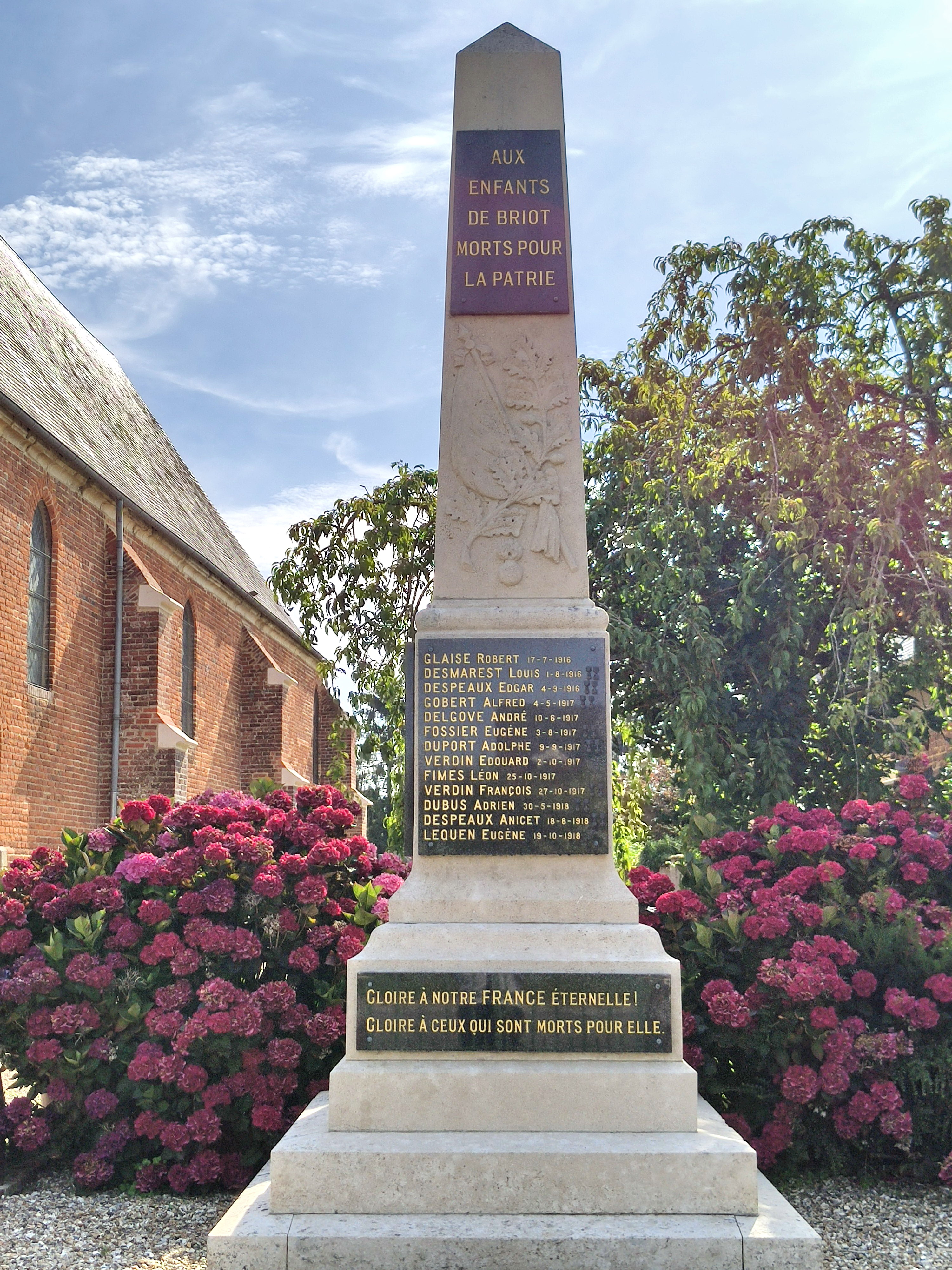
Le monument aux morts.

Le 13 octobre 1323, les religieux de l'abbaye de Beaupré érigèrent l'église de Briot en cure et s'en réservèrent la nomination alternativement avec l'évêque de Beauvais.
Le territoire de Briot a appartenu jusqu'à la Révolution française à l'abbaye de Beaupré. Il y avait un établissement des templiers à Briot-la-grange qui comptait 20 maisons en 1840. On y a découvert des sarcophages.
Une tuilerie est créée en 1831 par Delompré en face de la ferme des Alleux. Vers 1850, on compte 16 mares et 2 puits à Briot. Avant 1900, le bourg comprend un moulin à vent, une bonneterie et on y fabrique du bois à soufflets. En 1900, il existe deux bonneteries, une briqueterie, trois épiceries et un fabricant de soufflets. En 1934, on retrouve la briqueterie, deux cafés-épiceries et une scierie.[réf. nécessaire]
En 1910, l'armée française aménage un champ d'aviation sur la plaine de Briot baptisé « Briot aviation » pour les grandes manœuvres de Picardie. Les dirigeables Clément-Bayard, Liberté et des avions y évoluent. Des pionniers de l'aviation, comme Hubert Latham, y prennent part. Au terme des manœuvres, l'Armée estime que les dirigeables sont des cibles faciles pour l'aviation, mais peuvent servir de postes d'observation,.

## Politique et administration

La communauté de communes de la Picardie verte dans le département de l'Oise

### Rattachements administratifs et électoraux
La commune se trouve dans l'arrondissement de Beauvais du département de l'Oise. Pour l'élection des députés, elle fait partie de la deuxième circonscription de l'Oise
Elle fait partie depuis 1793 du canton de Grandvilliers. Dans le cadre du redécoupage cantonal de 2014 en France, ce canton est modifié, passant de 23 à 101 communes.

### Intercommunalité
La commune fait partie de la communauté de communes de la Picardie verte créée le 31 décembre 1996, et qui succède notamment au SIVOM  de Grandvilliers (23 communes, créé le 6 février 1965).

### Liste des maires
| Période                                  | Période                       | Identité        | Étiquette | Qualité |
| ---------------------------------------- | ----------------------------- | --------------- | --------- | --- |
| Les données manquantes sont à compléter. |                               |                 |           | |
| avant 1962                               |                               | G. Laignier     |           | |
| Les données manquantes sont à compléter. |                               |                 |           | |
| mars 2001                                | 2008                          | Maurice Sentune | DVD       | |
| mars 2008                                | En cours (au 13 juillet 2020) | Franck Cordier  |           | Inspecteur de l'Education nationale Vice-président de la CC de la Picardie Verte (2020 → ) Réélu pour le mandat 2020-2026, |

## Population et société

### Démographie

#### Évolution démographique
L'évolution du nombre d'habitants est connue à travers les recensements de la population effectués dans la commune depuis 1793. Pour les communes de moins de 10 000 habitants, une enquête de recensement portant sur toute la population est réalisée tous les cinq ans, les populations de référence des années intermédiaires étant quant à elles estimées par interpolation ou extrapolation. Pour la commune, le premier recensement exhaustif entrant dans le cadre du nouveau dispositif a été réalisé en 2008.

En 2022, la commune comptait 297 habitants, en évolution de +6,45 % par rapport à 2016 (Oise : +0,87 %, France hors Mayotte : +2,11 %).
| 1793 | 1800 | 1806 | 1821 | 1831 | 1836 | 1841 | 1846 | 1851 |
| ---- | ---- | ---- | ---- | ---- | ---- | ---- | ---- | ---- |
| 556  | 587  | 641  | 631  | 640  | 670  | 576  | 528  | 528  |

| 1856 | 1861 | 1866 | 1872 | 1876 | 1881 | 1886 | 1891 | 1896 |
| ---- | ---- | ---- | ---- | ---- | ---- | ---- | ---- | ---- |
| 497  | 466  | 473  | 399  | 346  | 314  | 328  | 325  | 306  |

| 1901 | 1906 | 1911 | 1921 | 1926 | 1931 | 1936 | 1946 | 1954 |
| ---- | ---- | ---- | ---- | ---- | ---- | ---- | ---- | ---- |
| 267  | 257  | 247  | 247  | 266  | 203  | 199  | 250  | 231  |

| 1962 | 1968 | 1975 | 1982 | 1990 | 1999 | 2006 | 2008 | 2013 |
| ---- | ---- | ---- | ---- | ---- | ---- | ---- | ---- | ---- |
| 291  | 288  | 269  | 258  | 265  | 262  | 296  | 306  | 276  |

| 2018 | 2022 | - | - | - | - | - | - | - |
| ---- | ---- | - | - | - | - | - | - | - |
| 288  | 297  | - | - | - | - | - | - | - |

#### Pyramide des âges
La population de la commune est relativement jeune.
En 2018, le taux de personnes d'un âge inférieur à 30 ans s'élève à 36,5 %, soit en dessous de la moyenne départementale (37,3 %). À l'inverse, le taux de personnes d'âge supérieur à 60 ans est de 28,5 % la même année, alors qu'il est de 22,8 % au niveau départemental.
En 2018, la commune comptait 144 hommes pour 144 femmes, soit un taux de 50 % de femmes, légèrement inférieur au taux départemental (51,11 %).
Les pyramides des âges de la commune et du département s'établissent comme suit.
| Hommes | Classe d’âge | Femmes |
| ------ | ------------ | ------ |
| 0,0    | 90 ou +      | 0,0    |
| 8,3    | 75-89 ans    | 11,8   |
| 20,8   | 60-74 ans    | 16,0   |
| 20,1   | 45-59 ans    | 20,8   |
| 14,6   | 30-44 ans    | 14,6   |
| 20,1   | 15-29 ans    | 16,7   |
| 16,0   | 0-14 ans     | 20,1   |

| Hommes | Classe d’âge | Femmes |
| ------ | ------------ | ------ |
| 0,5    | 90 ou +      | 1,4    |
| 5,5    | 75-89 ans    | 7,6    |
| 15,6   | 60-74 ans    | 16,3   |
| 20,8   | 45-59 ans    | 20     |
| 19,4   | 30-44 ans    | 19,4   |
| 17,6   | 15-29 ans    | 16,2   |
| 20,6   | 0-14 ans     | 19,1   |

## Culture locale et patrimoine

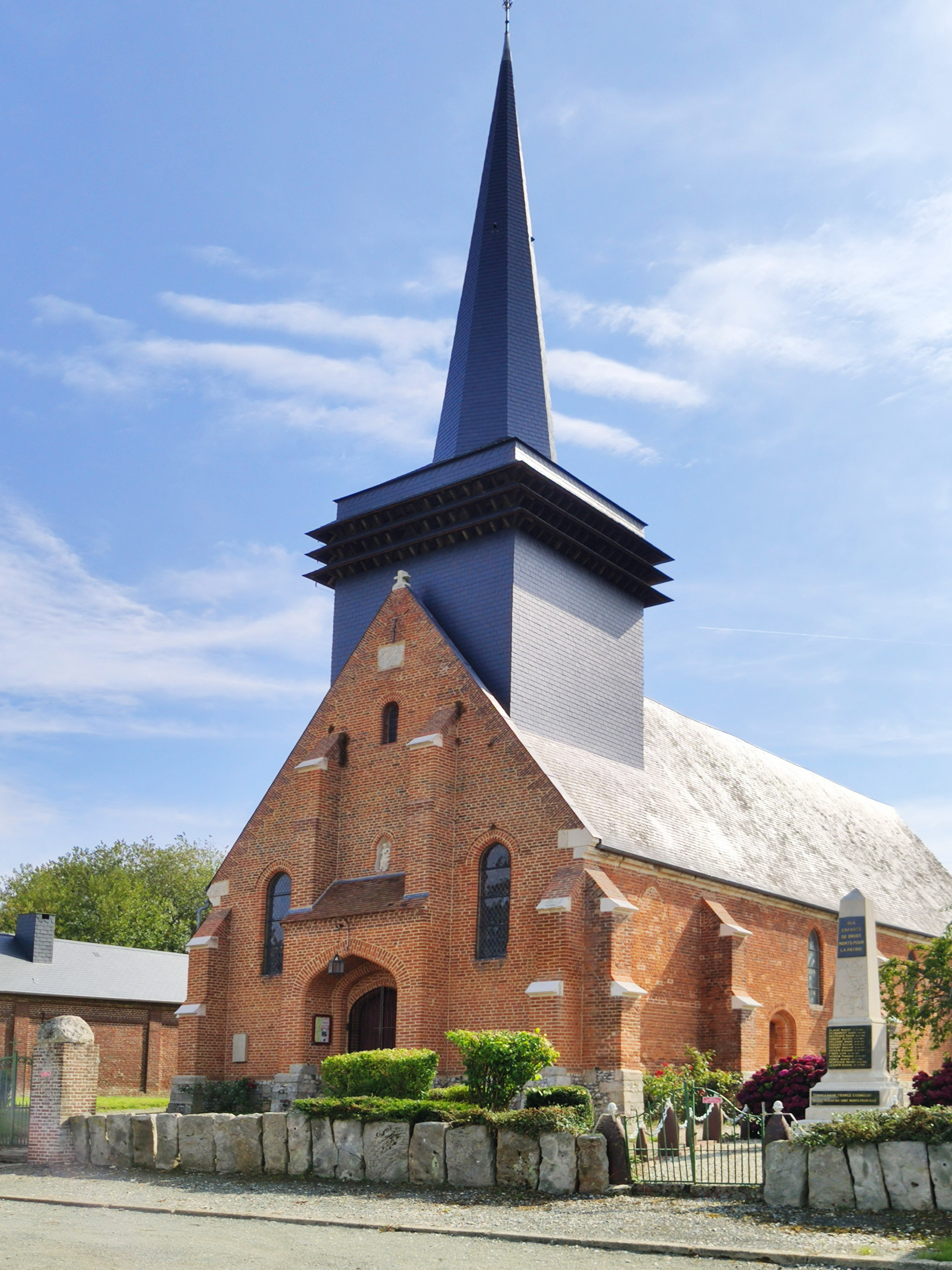
L'église Saint-Matthieu.

### Lieux et monuments
- Église Saint-Matthieu : construite vraisemblablement à la fin du XVIe siècle en brique et soubassements en grès. Le clocher date de 1749.
L'intérieur est couvert par une belle charpente contemporaine en forme de carène. Des blochets sculptés alternent avec les entraits. A la première travée, une structure en bois indépendante des murs soutient le clocher selon une formule alors couramment utilisée. Le chœur est revêtu d'un bel ensemble de boiseries dorées du XVIIe siècle. L'autel est encadré par deux anges agenouillés et son retable comporte une peinture représentant la Résurrection du Christ. Le mobilier liturgique comprend une Vierge à l'Enfant, en pierre, du XVIIe siècle et une chaire du XVIIIe siècle[29].

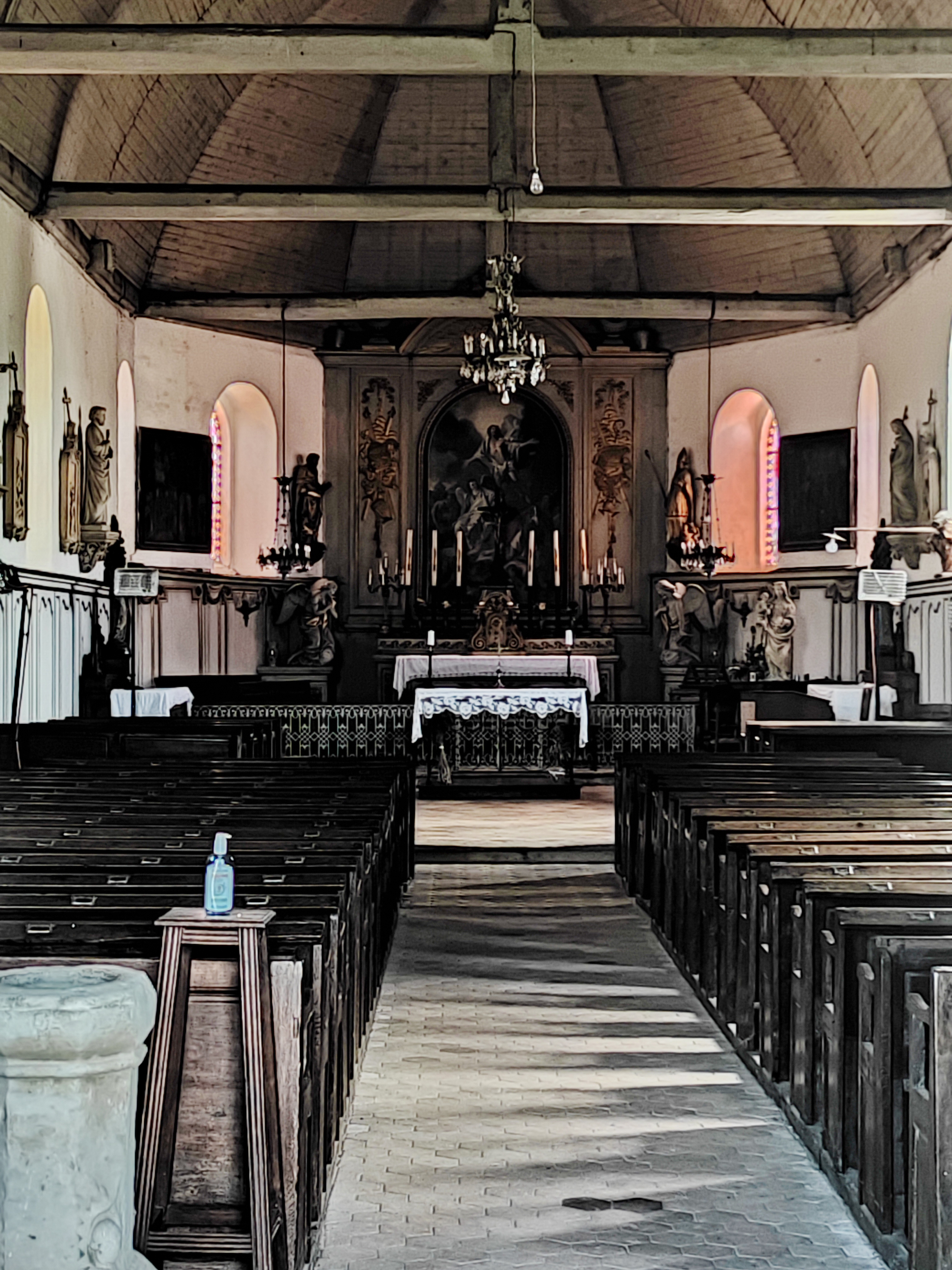
La nef.
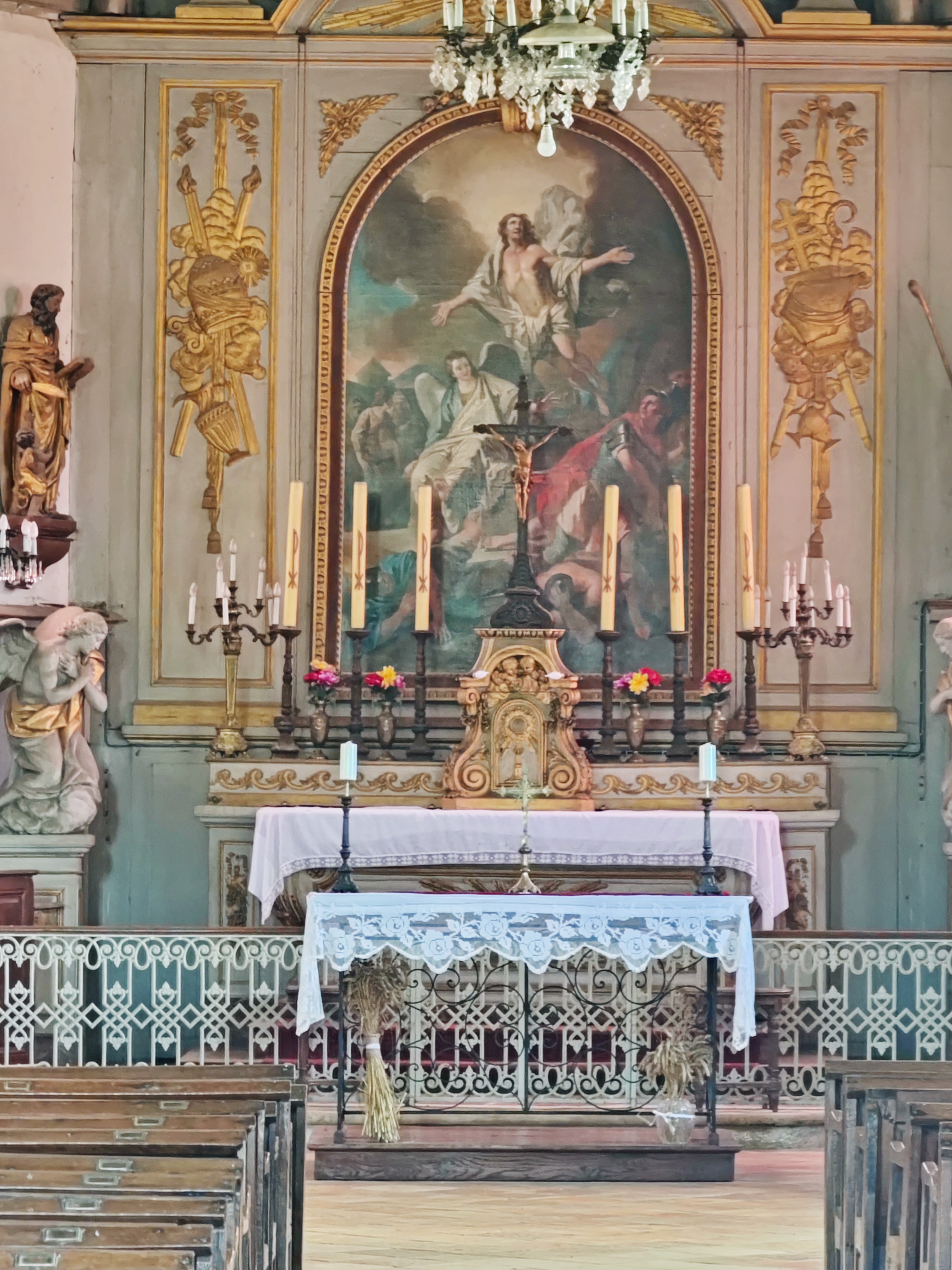
L'autel et le retable.
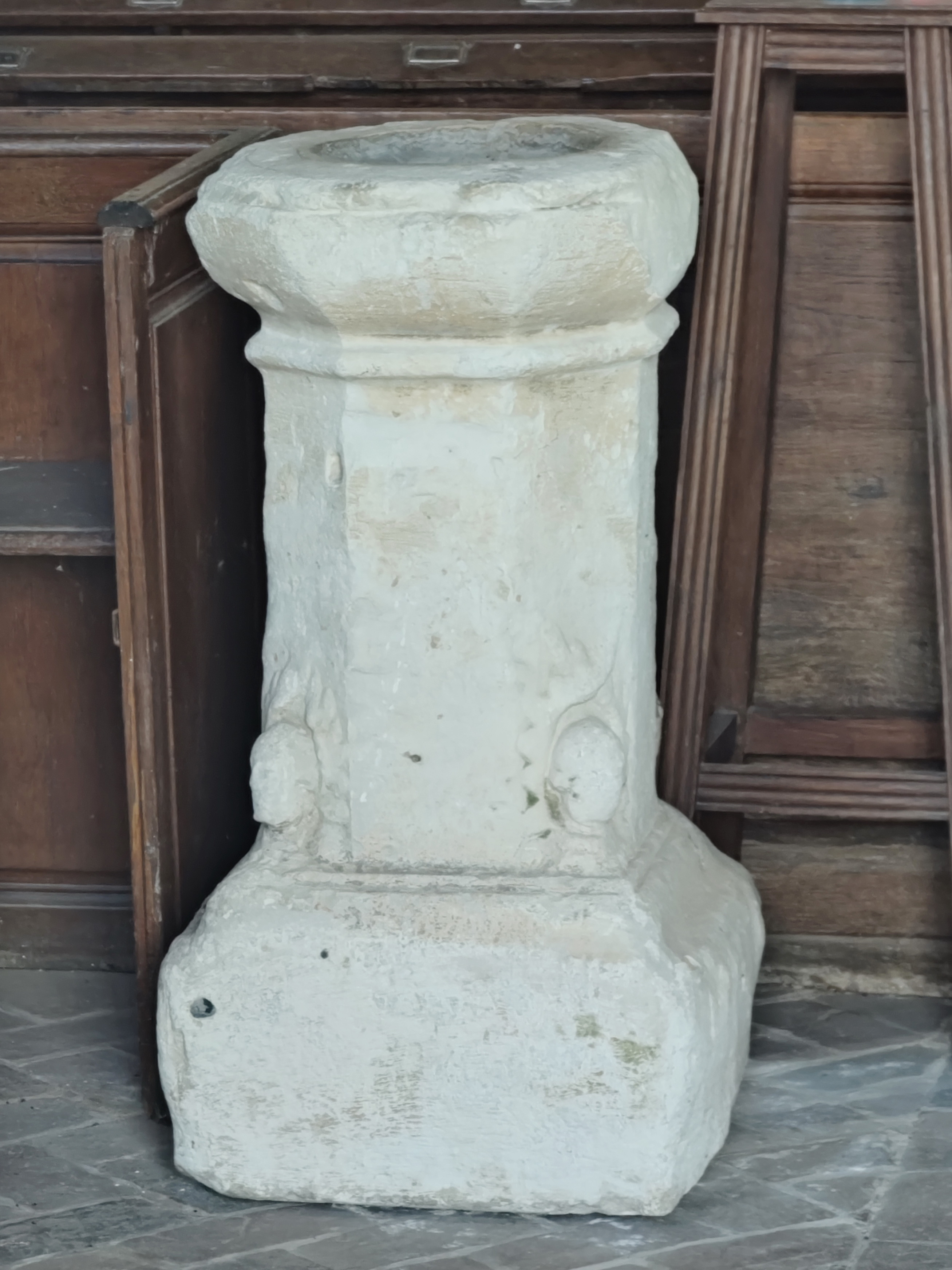
Les fonts baptismaux.

- Le poste électrique de la commune a été décoré en 2017 par Michelle Perrier d'une illustration représentant les Grandes manœuvres de 1910[17],[30].

- Les deux mares de la commune[31].